# 崔休
崔 休（さい きゅう、472年 - 523年）は、北魏の官僚。字は恵盛。本貫は清河郡東武城県。

## 経歴
崔宗伯と房氏のあいだの子として生まれた。若くして父を失い、貧苦に遭いながら、素知らぬ顔で自立してみせた。秀才に挙げられて、平城に入り、中書郎の宋弁や通直郎の邢巒と交友した。尚書の王嶷は崔休の人望を好んで、長子のために崔休の姉を妻に迎えた。孝文帝は崔休の妹を後宮に迎えて嬪とし、崔休は尚書主客郎となった。通直正員郎に転じ、給事黄門侍郎を兼ねた。崔休は学問を好み、書物を渉猟して、公事や軍旅の合間にも釈巻を手放さなかった。常に孝文帝のそばに席取り、宋弁や郭祚に次ぐ礼遇を受けた。
孝文帝が南征の軍を起こし、北海王元詳が尚書僕射となって留守を任されると、崔休は元詳の下で尚書左丞となり、年少の元詳に代わって実際の事務を統括した。長史に転じ、給事黄門侍郎を兼ねた。後に孝文帝の南巡に従った。孝文帝が彭城に幸し、泗水に舟を浮かべると、崔休は帝の筵に侍し、観覧する者はこれを栄誉とみなした。
宣武帝の初年、崔休は弟を亡くし、祖父の葬儀も終わっていなかったため、渤海郡の任を強く求め、このため渤海郡太守に任じられた。現地の反乱を討伐して綱紀を粛正し、山東で名のあった大儒の張吾貴を招いて礼遇した。入朝して吏部郎中となり、散騎常侍に転じ、官吏の選任にあたった。広平王元懐にたびたび宴会に誘われ、諸王との交遊を宣武帝に譴責されて、免官された。後に龍驤将軍・洛州刺史に任じられた。洛州にあること数年、老母のために刺史の退任を求めて許された。まもなく行幽州事となり、召還されて司徒右長史となった。再び吏部郎中に任じられ、征虜将軍・冀州大中正の任を加えられた。光禄大夫の位を受け、河南尹を代行した。
孝明帝の初年、正式に河南尹となり、平東将軍の号を加えられた。まもなく平北将軍・幽州刺史に任じられ、安北将軍に進んだ。安東将軍・青州刺史に転じた。青州9郡の民の単檦・李伯徽・劉通ら1000人が上書して崔休の徳政を称揚した。洛陽に召還されて安南将軍・度支尚書となり、まもなく撫軍将軍・七兵尚書に進み、さらに殿中尚書に転じた。
523年（正光4年）、死去した。享年は52。車騎将軍・尚書僕射・冀州刺史の位を追贈された。諡は文貞侯といった。

## 子女
- 崔㥄（長子、字は長儒、武定年間に七兵尚書・武城県開国公）
- 崔仲文（散騎常侍、高陽王元雍の次女を妻に迎えた）
- 崔叔仁（通直散騎侍郎・司徒司馬・散騎常侍。驃騎将軍・潁州刺史。汚職のために御史の弾劾を受け、興和年間に処刑された）
- 崔叔義（孝荘帝のときに尚書庫部郎。兄の崔綴の鑄銭事件が発覚し、一家を挙げて逃亡したが、数日後に捕らえられた。臨淮王元彧が自身の罪ではないとして弁護したが、司州牧の城陽王元徽が聞き入れず、叔義は処刑された）
- 崔子侃（中書郎となったが、尚書左丞の和子岳の糾弾を受けて官を失った。後に通直常侍を兼ね、南朝梁に対する使者をつとめて、帰国途中に病没した）
- 崔子植
- 崔子聿（武定末年に東莞郡太守）
- 崔子度
- 崔子約（開府祭酒）
- 女（元叉の庶長子の元穎の妻）
- 女（高済の妻）

## 伝記資料
- 『魏書』巻69 列伝第57
- 『北史』巻24 列伝第12